# Fort Thompson
Fort Thompson est un census-designated place du comté de Buffalo, dans le Dakota du Sud, aux États-Unis. Peuplée de 1 282 habitants au recensement de 2010, c'est la localité la plus peuplée de la Crow Creek Reservation.
La localité est nommée en l'honneur de Clark W. Thompson qui — en tant que représentant du gouvernement — a chassé les amérindiens du Minnesota et les a installé dans la future réserve indienne de Crow Creek.

## Démographie
| 1990  | 2000  | 2010  | - | - | - |
| ----- | ----- | ----- | - | - | - |
| 1 088 | 1 375 | 1 282 | - | - | - |